# Rocky de Bever

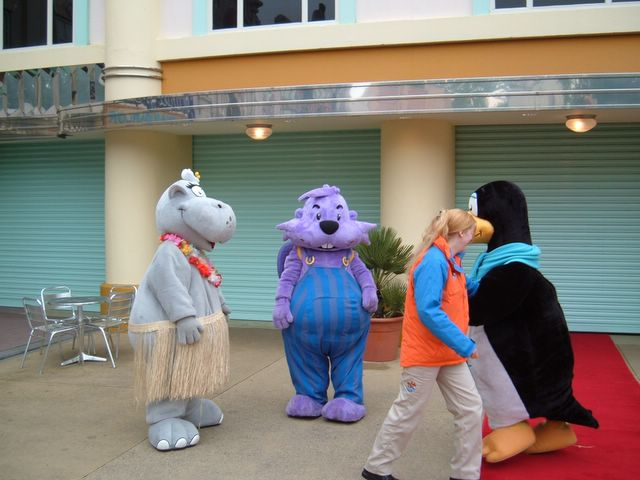
Rocky de Bever (midden) samen met andere mascottes

Rocky de Bever is een van de mascottes van de Walibi (Walibi Sud-Ouest, Walibi Belgium, Walibi Rhône-Alpes en Walibi Holland) parken. Hij is actief gebruikt van 2005 tot en met 2010.

## Algemene informatie
Rocky de Bever is geïntroduceerd in 2005. In het verhaal van Walibi heeft Walibi, Rocky de Bever tijdens zijn wereldreis. Rocky de Bever is de klusjesman van het park, en is altijd bezig om iets te repareren als het anderen niet uitkomt. Rocky de Bever heeft het altijd over boutjes en nagels, maar vooral over eten. Eten is een obsessie voor hem.

## Show verschijningen
| Show                    | Jaartal(len)                            | Opmerkingen                                                                                              |
| ----------------------- | --------------------------------------- | --- |
| Walibi en de Plaaggeest | 2005, 2006, 2007 en 2008                | Show was in deze jaren alleen te zien in oktober tijdens de kinder versie van de Halloween Fright Nights |
| Walibi Live             | 2008 (en in 2010 tijdens New Years Eve) | Muziekshow, Walibi, Walibelle, Splash en Rocky zingen samen met de bezoekers bekende liedjes             |
| Walibi en z'n vriendjes | 2005 en 2006                            | |
| Walibi en de IJskoning  | 2007 en 2008                            | |

## Trivia
- In Walibi Holland was Rocky's Trucks vernoemd naar Rocky de Bever.
- In Walibi Belgium was Rocky's Mine vernoemd naar Rocky de Bever.

Afbeeldingen · Lijst van attracties